# جينو بيروتزي
جينو بيروتزي لوكيتي (بالإسبانية: Gino Peruzzi Lucchetti)‏ هو لاعب كرة قدم أرجنتيني في مركز الظهير الأيمن ولد في يوم 9 يونيو 1992 في بلدة كورال دي بوستوس في محافظة كوردوبا في الأرجنتين، يلعب حالياً مع نادي بوكا جونيورز وسبق اللعب مع نادي كاتانيا وفيليز سارسفيلد، بدأ باللعب مع منتخب الأرجنتين لكرة القدم في سنة 2012 ويبلغ طوله 178 سم.

## مسيرته الكروية
لعب جينو بيروتزي خلال مسيرته الاحترافية مع 5 أندية في ثلاثة عشر موسمًا وسجل خلالها 7 أهداف ضمن 152 مباراة. حيث فاز في موسم واحد بالكأس وفي خمسة مواسم بالدوري.
خاض جينو بيروتزي مسيرته مع نادي فيليز سارسفيلد في موسم 2010–11 واستمر معه طيلة ثلاثة مواسم، مشاركًا في 33 مباراة سجل خلالها هدفًا واحدًا. ثم انتقل إلى نادي كاتانيا في موسم 2013–14 ولمدة موسمين، حيث شارك في 33 مباراة سجل خلالها هدفًا واحدًا أيضًا. لينتقل بعدها إلى نادي بوكا جونيورز في موسم 2015 ليلعب معه خمسة مواسم، مشاركًا في 60 مباراة سجل خلالها 4 أهداف. ثم انتقل إلى نادي ناسيونال مونتيفيديو ما بين عامي 2018 و2019 لمدة موسم واحد، مشاركًا في 11 مباراة ولم يسجل أي هدف. هذا وانتقل لاحقًا إلى نادي سان لورينزو في موسم 2018–19 ولمدة موسمين، مشاركًا في 15 مباراة سجل خلالها هدفًا واحدًا.

## روابط خارجية
- جينو بيروتزي على موقع قاعدة بيانات كرة القدم.إي يو (الإنجليزية)
- جينو بيروتزي على موقع ناشيونال فوتبول تيمز (الإنجليزية)
- جينو بيروتزي على موقع Soccerway.com (الإنجليزية)
- جينو بيروتزي على موقع عالم كرة القدم.نت (الإنجليزية)
- جينو بيروتزي على موقع AS.com (الإسبانية)